# Mercedes-Benz C-Klasse
Die C-Klasse ist die Bezeichnung für eine Pkw-Modellreihe der Mittelklasse von Mercedes-Benz (ehemals Daimler AG). An Karosserieformen umfasst bzw. umfasste die C-Klasse traditionell Limousine, Kombi (genannt T-Modell), Coupé und Cabriolet. Der Ursprung der Reihe findet sich 1981 im Mercedes-Benz 190.

## Karosserieformen
Die aktuelle C-Klasse ist in folgenden Karosserieformen erhältlich:
- Limousine: W 206
- Kombi (T-Modell): S 206

## Modellgeschichte
1982 wurde der Mercedes 190 (interne Bezeichnung W 201) als damals kleinster Mercedes-Pkw eingeführt. Er hatte keinen Vorläufer und erweiterte die Pkw-Modellpalette nach unten, die bis dahin hauptsächlich aus dem Mittelklasse-Mercedes der Baureihe 123 (Vorläufer der heutigen E-Klasse) und der S-Klasse Baureihe 126 bestanden hatte. Nachfolger des W 201 wurde 1993 das erste als C-Klasse bezeichnete Mercedes-Modell, die Baureihe 202. Im Gegensatz zum W 201 wurde es auch als Kombi (T-Modell) angeboten. 
Seit 1997 gibt es unterhalb der C-Klasse auch die A-Klasse. Die C-Klasse ist seitdem nicht mehr die kleinste Mercedes-Modellreihe, sondern die kleinste hinterradangetriebene in Serie. Seit 2005 existiert ebenfalls die B-Klasse unterhalb der C-Klasse.
Im Jahr 2000 folgte dann die zweite C-Klasse Baureihe 203.
Am 31. März 2007 erschien die C-Klasse der Baureihe 204. Im September 2007 folgte das T-Modell. Zwischen Mai 2008 und Februar 2011 gab es auf Basis des Vormodells CL 203 ein neues Coupé, das als CLC-Klasse bezeichnet wurde.
Die C-Klasse der Baureihe 204 war erstmals mit zwei „Gesichtern“ erhältlich: Während sich der Mercedes-Stern bei den Ausstattungslinien Classic und Elegance wie gehabt auf der Motorhaube befindet, trägt die sportlich betonte Avantgarde-Linie den Stern als erste Mercedes-Limousine im Kühlergrill. Bislang trugen nur die Roadster- und Coupé-Modelle den Stern im Grill. 
Während die Limousine der Baureihe 204 auch in den Werken Sindelfingen, Pune (Indien) und East London (Südafrika) gefertigt wurde, wurde der Kombi ausschließlich in Bremen gebaut.
Ab März 2014 wurden C-Klasse-Fahrzeuge der Baureihe 205 ausgeliefert.
Für die Baureihe 205 wurde das Konzept der „zwei Gesichter“ in modifizierter Form weitergeführt. Fortan blieb der „Haubenstern“ nur noch dem Exclusive-Exterieur vorbehalten, welches die Ausstattungslinie Elegance beerbte. 
Die C-Klasse wurde als Limousine und Kombi ab 2014 (Baureihe 205) im Werk Bremen produziert. Im Juli 2018 kam ein Facelift in den Handel. Von den rund 11.500 Bauteilen des Autos wurden rund 6500 geändert oder ausgetauscht.
Seit dem 16. März 2021 werden in Bremen Limousine und Kombi der nächsten Generation (Baureihe 206) hergestellt. Die Baureihe 206 ist ausschließlich ohne Mercedes-Stern auf der Motorhaube erhältlich, mit Ausnahme einer verlängerten Fahrzeugversion für den chinesischen Markt.

## Die Baureihen im Überblick
| Typ           | Limousine           | Kombi               | Coupé                                                                                                | Cabriolet                                                                                            |
| ------------- | ------------------- | ------------------- | --- | --- |
| 1. Generation | W 202 1993 bis 2000 | S 202 1996 bis 2001 | | |
| 2. Generation | W 203 2000 bis 2007 | S 203 2001 bis 2007 | CL 203 2000 bis 2008                                                                                 | Nicht vorhanden                                                                                      |
| 3. Generation | W 204 2007 bis 2014 | S 204 2007 bis 2014 | C 204 2011 bis 2015                                                                                  | Nicht vorhanden                                                                                      |
| 4. Generation | W 205 2014 bis 2021 | S 205 2014 bis 2021 | C 205 2015 bis 2023                                                                                  | A 205 2016 bis 2023                                                                                  |
| 5. Generation | W 206 seit 2021     | S 206 seit 2021     | Coupé und Cabriolet werden zur CLE-Klasse (BR 236), welche zwischen C- und E-Klasse positioniert ist | Coupé und Cabriolet werden zur CLE-Klasse (BR 236), welche zwischen C- und E-Klasse positioniert ist |

## Auszeichnungen
- 2009: Top Safety Pick 2010[4]